# WWE 2K17
WWE 2K17 est un jeu vidéo développé par Visual Concepts et Yuke's et édité par 2K Sports, sorti le 11 octobre 2016 en Europe sur PlayStation 3, Xbox 360, PlayStation 4 et Xbox One. Le jeu sortira également sur Windows le 7 février 2017   Il s'agit de la dix-huitième édition basée sur la fédération de catch World Wrestling Entertainment, et du quatrième opus de la série WWE 2K. Il succède à WWE 2K16. Il est suivi par WWE 2K18. 

## Système de jeu

### Création
Les modes création de superstars, arènes, entrées et shows sont toujours présents dans le jeu cette année, avec la présence de nombreux nouveaux éléments pour la création de superstars. Le système de replay, absent depuis WWE 2K14, fait son retour dans le jeu. Les vidéos créées via ce mode peuvent être utilisées dans un nouveau mode permettant de créer sa vidéo d'entrée personnalisée. Un autre nouveau mode, "créer une victoire", permet au joueur de personnaliser sa scène de victoire.

### Jouabilité
La possibilité de se battre dans le public et dans les arènes en coulisses fait son retour dans la série pour WWE 2K17. Les joueurs peuvent décider de jouer directement un match en coulisses où la victoire peut se remporter par KO, ou, lors d'un match sans disqualification, se rendre en coulisses pour s'y battre. Ces deux options ne sont disponibles que dans les matchs en 1 contre 1. De plus, il est maintenant possible de monter sur la scène d'entrée et d'en sauter, et lorsque les deux joueurs sont trop éloignés l'un de l'autre, l'écran se divise pour faire apparaître un joueur de chaque côté.
Le match de l'échelle a lui aussi été amélioré : dans le ring, les échelles ne peuvent plus être dépliées qu'à certains endroits bien définis ; hors du ring, elles peuvent être posées partout, et notamment entre le ring et la barricade, permettant de créer un pont entre l'intérieur et l'extérieur du ring. Un nouveau mini-jeu, lors duquel il faut faire entrer un curseur dans un cercle qui tourne, est également instauré pour permettre de décrocher la mallette ou le titre en jeu.
Un nouveau système, le roll-out, fait son apparition pour les matchs à plus de deux catcheurs : comme dans la vie réelle, lorsqu'un catcheur s'est pris trop de dégâts pendant un match à plusieurs, il roule à l'extérieur du ring pour se reposer. Selon la gravité de sa blessure, il peut alors rester dehors jusqu'à être pleinement reposé, ou revenir plus tôt pour, par exemple, arrêter une tentative de tombé.
D'autres améliorations concernent les provocations qui peuvent maintenant être réalisées dans des endroits différents (sur la troisième corde, sur le tablier) et donner un boost temporaire au joueur si elles sont effectuées face au public ou à l'adversaire, et les contres "majeurs" qui, lorsqu'ils sont réalisés, empêchent l'adversaire de contrer pendant un certain temps.
Du côté des nouveautés, on dénote un système de soumission alternatif où il ne faut pas tourner le joystick mais écraser les boutons, des coups spéciaux et finishers supplémentaires, utilisables uniquement à l'extérieur du ring dans le cas où ceux par défaut ne le seraient pas, ou encore la possibilité d'attaquer son adversaire qui célèbre lorsque le match est terminé. Pour ce qui est des entrées, les catcheurs peuvent dorénavant être accompagnés de plusieurs managers (trois au maximum), ce qui permet par exemple de voir Bray Wyatt aux côtés de la Wyatt Family en entier, pour un combat auquel il prend cependant part seul.

### Modes de jeu
Le mode de jeu 2K Showcase, présent depuis WWE 2K15, est abandonné par les développeurs, qui ont reconduit et amélioré les deux autres modes de jeu principaux, My Career et WWE Universe, déjà présents depuis plusieurs années.
Le mode Univers se voit doté de nouveautés telles que les interférences et attaques avant ou après les matchs, ainsi que d'un système permettant aux catcheurs de réaliser des promos.
Dans le mode Carrière, le catcheur utilisé n'est plus obligé de commencer à NXT, et peut choisir de rejoindre directement le roster principal. Le nouveau système de promos est incorporé au mode Carrière par le biais des interviews en coulisses, et les réponses du catcheur influent réellement sur le scénario. Il est également possible de se faire attaquer ou d'attaquer son adversaire lors d'une interview.

## Contenu
WWE 2K17 marque les premières apparitions dans un jeu vidéo de la WWE de AJ Styles, Alexa Bliss, Asuka, Austin Aries, Apollo Crews, Bayley, Becky Lynch, Braun Strowman, Buddy Roberts, Carmella, Chad Gable, Charlotte, Dash Wilder, Jason Jordan, Jimmy Garvin, Karl Anderson, Kerry Von Erich, Kevin Von Erich, Mojo Rawley, Nia Jax, Sasha Banks , Scott Dawson, Shinsuke Nakamura et Tye Dillinger
Les personnages d'Albert, Alberto Del Rio, Brutus Beefcake, Bubba Ray Dudley, D-Von Dudley, Eddie Guerrero, Goldberg, Greg Valentine, Ivory, Papa Shango, Road Dogg, Sycho Sid  Luke Gallows et The Godfather y font leur retour après plusieurs années d'absence dans la série,.
Brock Lesnar est le catcheur qui figure sur la jaquette du jeu.

### Édition spéciale
Le 13 juillet 2016, une édition spéciale (nommée NXT Edition) mettant en vedette NXT est annoncée. Elle contient une copie du jeu WWE 2K17 dans une boîte spéciale, avec le "NXT Enhancement Pack" et le "Goldberg Pack" (voir ci-dessous), une lithographie autographiée par Shinsuke Nakamura, une figurine de 20 centimètres de Finn Bálor, et des cartes Topps sur NXT Takeover: London.

## Bande-son
La bande-son du jeu a été choisie par le rappeur Puff Daddy et comprend différentes musiques de genre hip-hop, heavy metal, rock, ou encore électronique.
| No  | Titre                     | Artiste(s)                                     | Durée |
| --- | ------------------------- | ---------------------------------------------- | ----- |
| 1.  | What About The Rest Of Us | Action Bronson & Joey Bada$$ (feat. Rico Love) |       |
| 2.  | Come Down                 | Anderson .Paak                                 |       |
| 3.  | We Don’t Have To Dance    | Andy Black                                     |       |
| 4.  | This Time                 | Axwell Λ Ingrosso                              |       |
| 5.  | Paranoid                  | Black Sabbath                                  |       |
| 6.  | Run                       | Bring Me The Horizon                           |       |
| 7.  | Drone                     | FIDLAR                                         |       |
| 8.  | Lockjaw                   | French Montana (feat. Kodak Black)             |       |
| 9.  | We Run                    | iSHi (feat. French Montana, Wale, & Raekwon)   |       |
| 10. | Bad Boy For Life          | P. Diddy, Black Rob & Mark Curry               |       |
| 11. | Out of Control            | Travis Barker & Yelawolf                       |       |
| 12. | Ride                      | twenty øne piløts                              |       |
| 13. | We Made It                | Yellow Claw (feat. Lil Eddie)                  |       |

## Accueil
| Aperçu des notes reçues | Aperçu des notes reçues | Aperçu des notes reçues | Aperçu des notes reçues | Aperçu des notes reçues | Aperçu des notes reçues | Aperçu des notes reçues |
| Média                   | Média                   | Média                   | Média                   | Notes                   | Notes                   |                         |
| ----------------------- | ----------------------- | ----------------------- | ----------------------- | ----------------------- | ----------------------- | ----------------------- |
| Gameblog                | Gameblog                | Gameblog                | Gameblog                | 7/10                    | 7/10                    |                         |
| GameSpot                |                         |                         |                         |                         |                         |                         |
| GameRankings            |                         |                         |                         |                         |                         |                         |
| IGN                     | IGN                     | IGN                     | IGN                     | 8,2/10                  | 8,2/10                  |                         |
| JeuxActu                | JeuxActu                | JeuxActu                | JeuxActu                | 12/20                   | 12/20                   |                         |
| jeuxvideo24.com         |                         |                         |                         |                         |                         |                         |
| Jeuxvideo.com           | Jeuxvideo.com           | Jeuxvideo.com           | Jeuxvideo.com           | 13/20                   | 13/20                   |                         |
| jeuxvideo-live.com      | jeuxvideo-live.com      | jeuxvideo-live.com      | jeuxvideo-live.com      | 16/20                   | 16/20                   |                         |
| Metacritic              |                         |                         |                         |                         |                         |                         |